# Agavnatoen
Agavnatoen (Armeens: Աղավնատուն) is een plaats in Armenië. Deze plaats ligt in de marzer (provincie) Armavir in het westen van het land. Deze plaats ligt 23 kilometer (hemelsbreed) van de Jerevan (de hoofdstad van Armenië) af. De stad heeft 3146 (2008) inwoners en is 11,46 km² groot.
Er zijn vier kerken in het dorp, waarvan de oudste de Surp Gevork-kerk uit de 10e eeuw is. Op een heuveltop nabij het dorp wordt een ronde toren met een onbekend doel gevonden.
In de buurt van Agavnatoen zijn veel rotstekeningen gevonden die afstammen uit de bronstijd. Ook zijn er muren en torens en kerkhoven aangetroffen die ook uit de bronstijd afstammen.